# Sprzęgło wiskotyczne

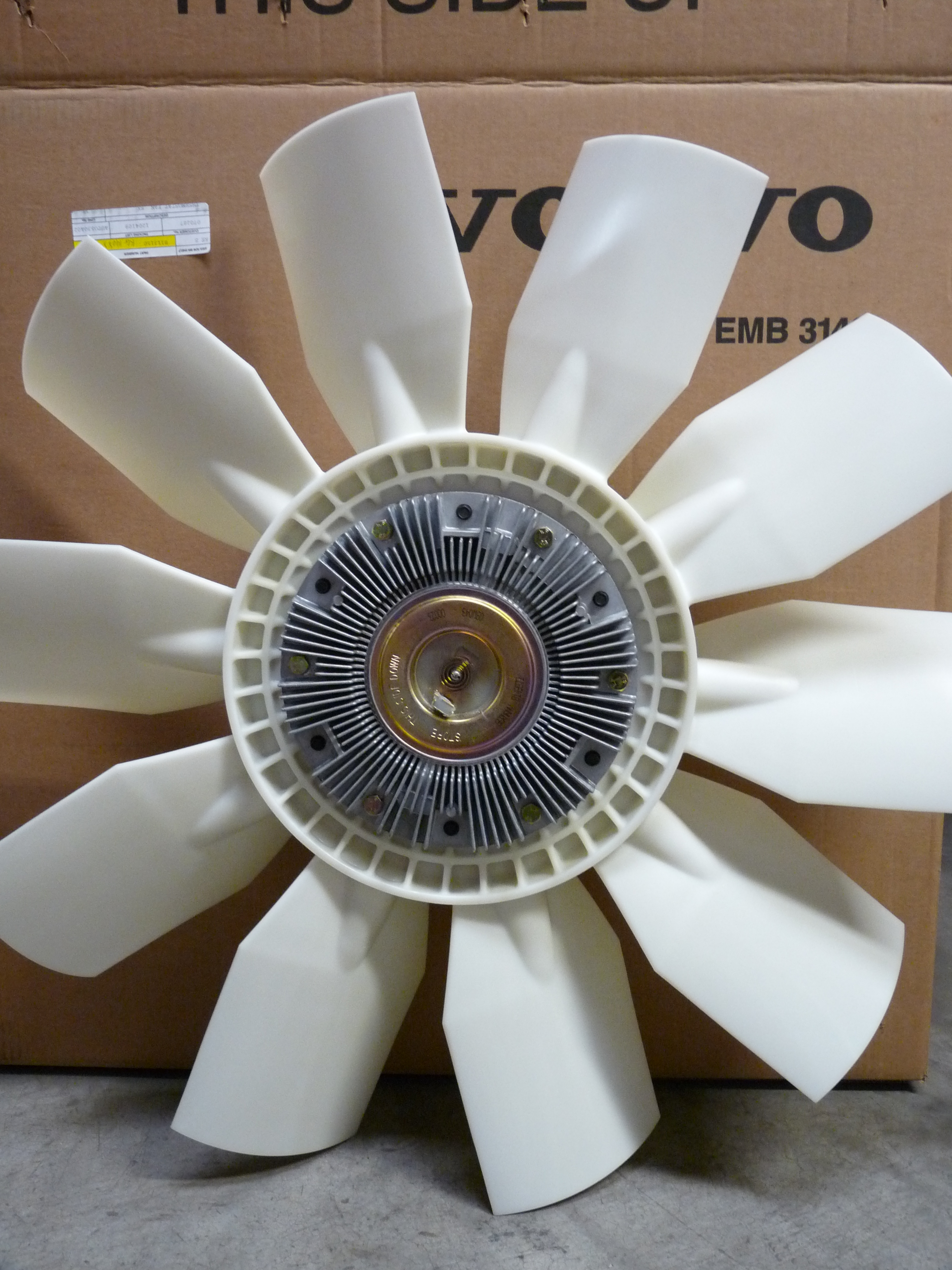
Wentylator ze sprzęgłem wiskotycznym sterowanym temperaturą

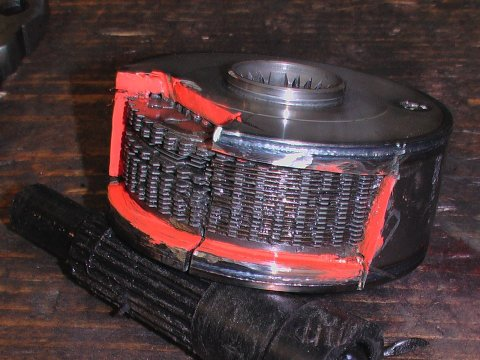
Sprzęgło wiskotyczne (konstrukcja wewnętrzna widoczna przez wycięcie w obudowie)

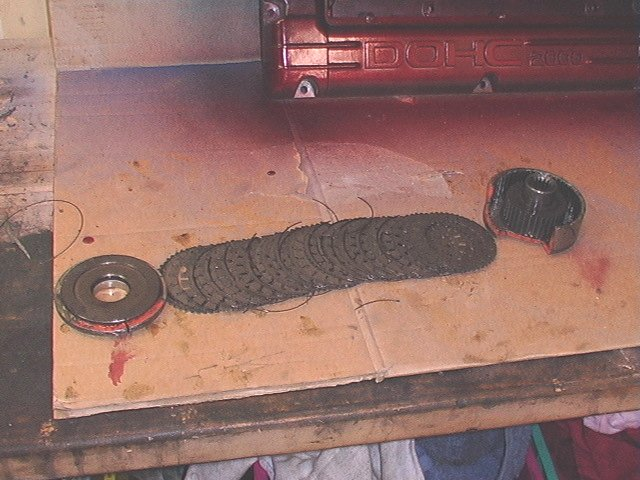
Sprzęgło rozłożone na części

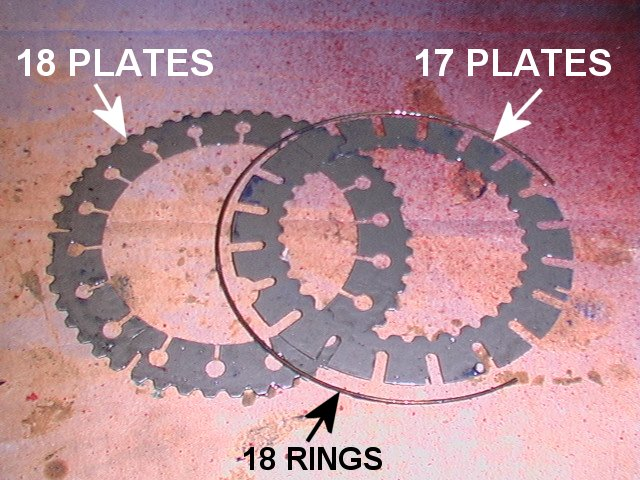
Wewnętrzne tarcze

Sprzęgło wiskotyczne – typ sprzęgła umożliwiającego płynną regulację rozdziału momentu obrotowego - od rozłączenia do niemal sztywnego połączenia. Przeniesienie momentu obrotowego pomiędzy dwoma obracającymi się elementami następuje za pośrednictwem cieczy o dużej lepkości. Regulację stopnia zasprzęglenia uzyskuje się poprzez zmianę ilości cieczy pomiędzy tarczami sprzęgła, zmianę odległości pomiędzy tarczami, bądź też poprzez zmianę lepkości tej cieczy, uzyskiwaną w wyniku zmiany temperatury lub innych parametrów fizycznych (np. włączenie pola elektrycznego). 

## Zastosowania w motoryzacji
Sprzęgła wiskotyczne stosuje się w motoryzacji jako element łączący wentylator chłodnicy z osią obrotu pompy wody oraz w samochodach z napędem na 4 koła jako element układu przeniesienia napędu, zastępujący lub poprawiający działanie mechanizmu różnicowego.

### Sprzęgło wentylatora chłodnicy
Jednym z elementów układu regulacji temperatury silnika jest wentylator kierujący (w razie potrzeby) strumień powietrza na chłodnicę. Wentylator ten może mieć napęd elektryczny, bądź też może być połączony sprzęgłem wiskotycznym z innym obracającym się elementem, napędzanym przez silnik, np. wałem wirnika pompy cieczy chłodzącej silnik. Umieszczenie wentylatora na takim wale bez użycia sprzęgła byłoby nieekonomiczne, gdyż obracałby się on również wówczas, gdy nie zachodzi potrzeba dodatkowej wentylacji chłodnicy. Zwiększałoby to opory ruchu silnika i utrudniałoby osiągnięcie właściwej temperatury pracy. 
Sprzęgło wentylatora ma za zadanie sprawić, że wentylator w stanie wyłączonym obraca się znacznie wolniej od wirnika pompy chłodzenia, zaś w miarę wzrostu temperatury (i zarazem zapotrzebowania na wentylację) jego prędkość obrotowa ulega zwiększeniu, zbliżając się stopniowo do prędkości obrotowej wirnika. Stosowane np. w BMW E36.
Wśród stosowanych sprzęgieł wentylatora spotyka się zarówno urządzenia działające w oparciu o wzrost lepkości specjalnego płynu wraz ze wzrostem temperatury, jak i sprzęgła, w których następuje zmiana ilości cieczy znajdującej się pomiędzy okładkami (tarczami) sprzęgła - wówczas wzrostowi temperatury towarzyszy wpompowanie cieczy pomiędzy okładki sprzęgła przez tłoczek połączony z płytką bimetalu; wzrost temperatury płytki powoduje jej odkształcenie i przepompowanie cieczy.

### Sprzęgło w układzie napędowym
W układach przeniesienia napędu sprzęgła wiskotyczne stosowane są w celu utrzymywania niewielkiej różnicy prędkości obrotowej pomiędzy dwoma kołami pojazdu lub pomiędzy jego przednią a tylną osią. Dopóki różnice te są niewielkie (w związku z normalnym toczeniem się kół po jezdni na zakrętach i nierównościach terenu), sprzęgło pozostaje w stanie wyłączonym. Gdy jednak różnica prędkości przekroczy zadaną wartość (w wyniku poślizgu jednego z kół lub osi) - następuje zasprzęglenie obu części sprzęgła i wyrównanie prędkości obrotowych, aż do ustania poślizgu. 
Działanie sprzęgła jest oparte na zmianie lepkości specjalnego oleju silikonowego (oleju wiskotycznego) w zależności od temperatury. Olej ten wypełnia przestrzeń pomiędzy okładkami sprzęgła, mającymi postać wielu równoległych, współosiowych tarcz, połączonych na przemian z wałem napędzającym i napędzanym.
W niskiej temperaturze olej wiskotyczny ma niewielką lepkość, umożliwiając względny ruch obu wałów prawie bez oporu. W wysokiej temperaturze lepkość tego oleju gwałtownie wzrasta, powodując zesprzęglenie wałów (opory wzajemnego ruchu okładzin stają się wówczas tak duże, że oba wały poruszają się w przybliżeniu z jednakową prędkością obrotową). Przejście od stanu rozłączenia do stanu zesprzęglenia następuje w wyniku przekroczenia pewnej progowej różnicy prędkości obrotowych wałów (a zatem wówczas, gdy jedno z kół pojazdu wpada w poślizg). Zesprzęglenie następuje w bardzo krótkim czasie dzięki szybkiemu wzrostowi temperatury oleju wiskotycznego. Wzrost ten związany jest z wydzielaniem ciepła w przemieszczających się względem siebie warstwach lepkiej cieczy i następuje tym szybciej, im wyższa jest jej lepkość. Działa tu zatem mechanizm dodatniego sprzężenia zwrotnego: im wyższa temperatura oleju, tym większa jego lepkość, im większa lepkość, tym większa ilość wydzielanego ciepła i tym szybciej następuje dalszy wzrost temperatury.
Po ustaniu poślizgu olej ulega schłodzeniu i powraca do stanu niskiej lepkości.
O poprawności działania sprzęgła wiskotycznego w dużym stopniu decyduje ciśnienie oleju wiskotycznego. Parametr ten można regulować zmieniając ilość oleju w przekładni. Regulacji tej dokonuje producent na podstawie testów praktycznych.